# Gare de Weil am Rhein
La gare de Weil am Rhein est une gare située à Weil am Rhein, dans le Bade-Wurtemberg.

## Situation ferroviaire
La gare est située au point kilométrique (PK) 267,6 de la ligne de Mannheim à Bâle entre les gares de Haltingen et Bâle Badoise. Elle est origine de la ligne vers Lörrach (Gartenbahn).

## Service des voyageurs

### Desserte
La gare de Weil est reliée et connectée depuis 14 décembre 2014 au réseau du tramway de Bâle en Suisse par la Ligne 8 de ce dernier, dont elle est limitrophe et où la majorité de ses habitants travaillent.